# Brzozówka (rejon ostrowiecki)
Brzozówka (biał. Беразоўка, Bierazouka; ros. Березовка, Bieriezowka) – wieś na Białorusi, w obwodzie grodzieńskim, w rejonie ostrowieckim, w sielsowiecie Worniany, przy drodze republikańskiej R45.

## Historia
W okresie międzywojennym dwie wsie Brzozówka I (współczesna wieś Brzozówka) i Brzozówka II (obecnie nieistniejąca) leżące w Polsce, w województwie wileńskim, w powiecie wileńsko-trockim, w gminie Worniany.
Po II wojnie światowej w granicach Związku Sowieckiego. Od 1991 w niepodległej Białorusi.